# Callaloo

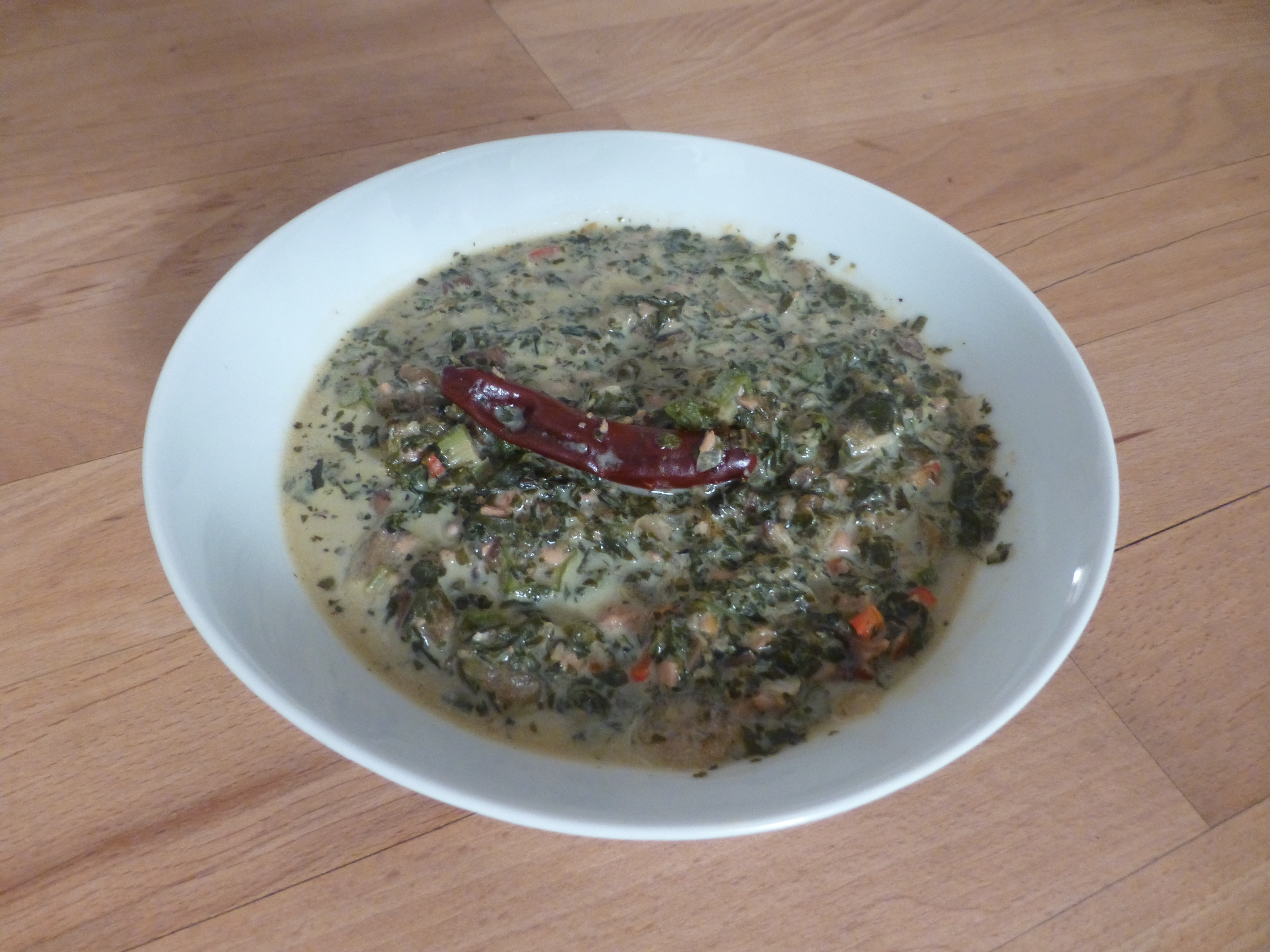
Callaloo

Callaloo ist ein Eintopfgericht der karibischen Küche. Die Zutaten sind von Land zu Land unterschiedlich; gemeinsame Elemente sind lediglich die grüne Farbe und ein Blattgemüse als Hauptzutat. In Trinidad und Tobago gilt es als Nationalgericht.

## Herkunft
Ein Callaloo ähnliches Gericht kam mit Sklaven aus Westafrika auf die karibischen Inseln. Dort wurden die ursprünglichen Zutaten durch einheimische Pflanzen ersetzt. Eine genaue Datierung der Einführung des Gerichts ist nicht möglich, doch Vidiadhar Surajprasad Naipaul wies die Existenz von Callaloo auf Trinidad als Calalu für das ausgehende 18. Jahrhundert als Sonntagsessen nach.

## Bestandteile und Zubereitung

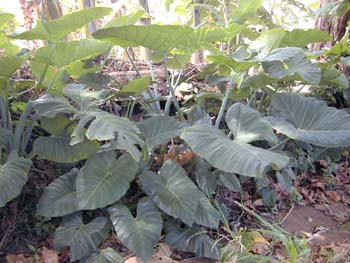
Xanthosoma roseum

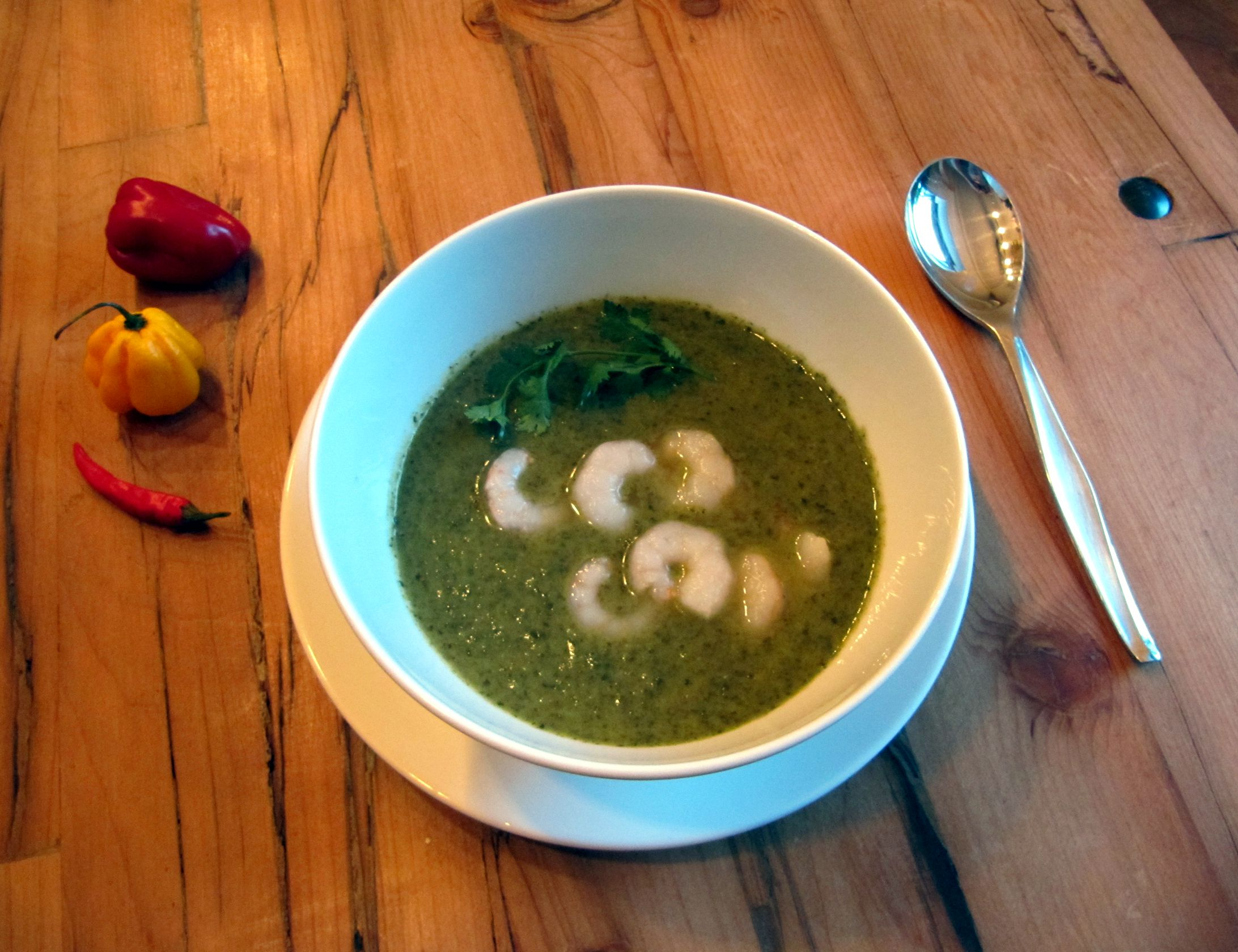
Callaloo mit Garneleneinlage

Callaloo ist auch der Name der Hauptzutat, allerdings ist diese regional unterschiedlich (wenn auch geschmacklich ähnlich). In Trinidad und Tobago werden die Calciumoxalat enthaltenden und deshalb gründlich zu kochenden Blätter der Taro-Pflanze als „Callaloo“ bezeichnet, auf Jamaika und in Guyana hingegen die Blätter von Amarant-Pflanzen. Auf Puerto Rico ist es Xanthosoma roseum, anderswo kommen auch junge Blätter der Kermesbeeren, Solanum americanum oder Wasserspinat zum Einsatz. Das trinidadische Callaloo (Taro) wird von der dortigen Lebensmittelindustrie gehackt und aromaversiegelt in Supermärkten verkauft, oftmals um getrocknete Gewürze zu einem Fix-Produkt ergänzt.
Nicht nur die Hauptzutat, auch die weiteren Zutaten sind je nach Region unterschiedlich. Auf Jamaika werden Zwiebeln, Tomaten und Habaneros hinzugegeben, während auf Trinidad und Tobago Okraschoten, Kokosnussmilch und Früchte von Capsicum chinense zu den Zutaten gehören.
Das Eintopfgericht kann um eine tierische Komponente ergänzt werden, neben Fleisch kommen auch Krebse, Muscheln und Hummer zum Einsatz. Im Regelfall wird die Suppe (abgesehen von eventuellen tierischen Komponenten) vor dem Servieren püriert.

## Anrichteweise
Callaloo wird in der Regel mit Beilagen dargereicht. Wo die Suppe oder der Eintopf in der Grundform vegetarisch ist, wird eine tierische Komponente dazugereicht; auf Trinidad, Barbados und Grenada sind dies meistens Fleisch und Reis, auf Jamaika Klippfisch. In anderen Regionen wird Fleisch oder Fisch für gewöhnlich mitgekocht, dort werden Sättigungsbeilagen mitserviert, auf den Jungferninseln beispielsweise ein Brei aus Maismehl und Okra namens Cou-Cou, in Guyana zu Bällen geformtes Fufu aus Kochbananen und Maniok namens Foo-Foo.

## Metaphorische Verwendung des Namens
Der Begriff „Callaloo“ wird in Trinidad auch metaphorisch verwendet und steht im engeren Sinne für einen wilden Zutatenmix zum Beispiel bei Speisen sowie im weiteren Sinne für den in Trinidad vorherrschenden, leidlich harmonischen ethnischen Mix – Trinidad bezeichnet sich selbst als „Callaloo Nation“.